# گورستان و یادبود آمریکایی لوکزامبورگ

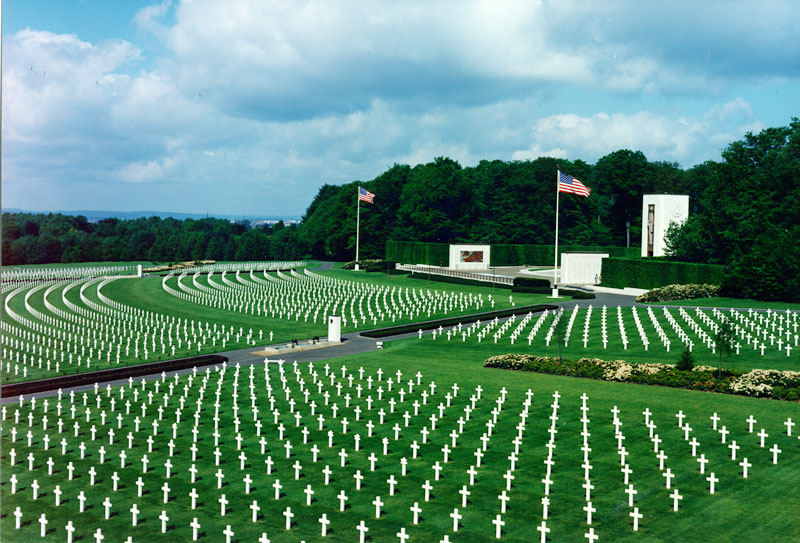
نمایی از گورستان و یادبود آمریکایی لوکزامبورگ

گورستان و یادبود آمریکایی لوکزامبورگ، گورستانی در ۲٫۵ کیلومتری شهر لوکزامبورگ در کشور لوکزامبورگ است؛ که در ۲۹ دسامبر ۱۹۴۴ در اواخر جنگ جهانی دوم ایجاد شد. این مکان ۲۰٫۴ هکتار مساحت دارد و محل دفن ۵۰۷۶ نظامی آمریکایی است.